# Kindervogelschießen in Heide
Kindervogelschießen in Heide ist ein Kinder- und Schulfest im holsteinischen Heide, das wie in vielen Gemeinden des norddeutschen Raums im Verlauf des 19. Jahrhunderts aufkam. Die traditionellen Elemente dieses Fests sind Spiel, Preisverteilung, Umzug und Tanz.

## Ursprung
Das Kindervogelschießen hat seinen Ursprung in den alten Schützengilden. Viele Schützengilden trugen den Namen Papagoyengilde – so zum Beispiel die Heider Papagoyengilde von 1603 – was sich von dem bunten Holzvogel ableitet, der an einen Papagei erinnerte. Wurde zunächst noch mit der Armbrust geschossen, ging man im Laufe der Frühen Neuzeit dazu über, mit Feuerwaffen auf den Vogel zu schießen. In anderen Teilen Deutschlands und einigen Nachbarländern entwickelten sich ähnliche Schulfeste. So zum Beispiel das Barther Kinderfest in Mecklenburg-Vorpommern von 1828 oder das Adlerschießen während des „Rutenfestes“ im oberschwäbischen Ravensburg, das seit 1823 veranstaltet wird. In der Schweizer Stadt Zürich gibt es seit 1899 das beliebte Knabenschiessen.

## Geschichte des Heider Kindervogelschießens
In Heide feierte man Kindervogelschießen erstmals 1894, in Brunsbüttelkoog 1898. Büsum führt seit 1904 Aufzeichnungen über ihr Vogelschießen, rief das Kinderfest laut Aufzeichnungen des Stadtarchivs jedoch wohl schon in den 1870er Jahren ins Leben. In manchen Städten und Gemeinden wurde Kindervogelschießen erst im 20. Jahrhundert eingeführt. Krumstedt begeht das Fest seit 1972, Krempel erst seit 1992.
In den ersten Jahren des Heider Kindervogelschießens beteiligten sich nur die weiterführenden Schulen. In den Jahren um 1900 lassen sich damit etwa 1500 teilnehmende Schüler jährlich festmachen. Erst nach und nach kamen die Grundschulen hinzu. Während des Ersten Weltkriegs und der Inflationsjahre gab es kein Kindervogelschießen und auch während des Zweiten Weltkriegs gab es eine mehrjährige Pause des Fests. Aufgrund der großen Zuwanderung unter anderem an Flüchtlingen nach dem Krieg nahmen in den 1950er Jahren bis zu 5000 Kinder teil.

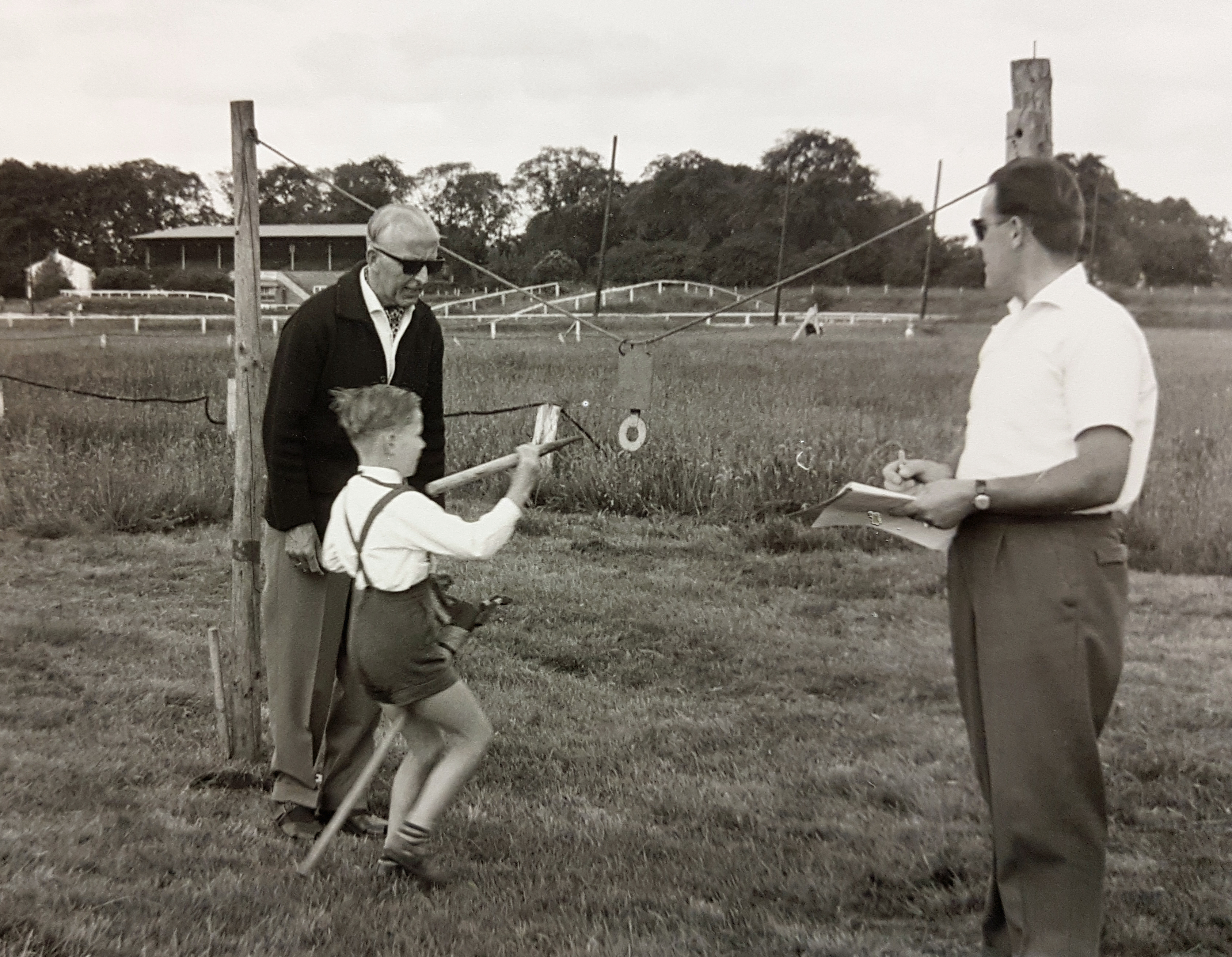
Ringstechen war eines der Spiele beim Heider Kindervogelschießen 1964

In den meisten Gemeinden nehmen mittlerweile die weiterführenden Schulen nicht mehr am Kindervogelschießen teil, sodass es ein reines Fest der Grundschulen geworden ist. In Heide begann dieser Prozess bereits in den 1950er Jahren. Seit den 1990er Jahren beteiligten sich nur noch die Heider Grundschüler, sodass die Teilnehmerzahlen mittlerweile auf unter 1000 Kinder schrumpften.
Die Stadt Heide ist Träger des durch Spenden finanzierten Fests. In den ersten Jahrzehnten wurde es von einem städtischen Ausschuss organisiert. 1960 ging aus dem Festausschuss der „Verein zur Förderung des Heider Kindervogelschießens“ hervor. Die Kommissionen, die einzelne Aspekte der Organisation übernahmen, wurden vom Förderverein übernommen.

## Ablauf
Kindervogelschießen orientiert sich aufgrund seines Ursprungs auch in seinen Abläufen grob am Zeremoniell der Schützen- bzw. Papagoyengilden. Gefeiert wird vor den Sommerferien. Der Ablauf des gesamten Fests variiert von Stadt zu Stadt, auch was die Umsetzung betrifft. In Heide wurde das Fest in den Anfängen an einem Tag gefeiert, seit dem Zweiten Weltkrieg wurde es auf zwei Tage ausgedehnt. Heute findet es in Heide dienstags und mittwochs zwei Wochen vor den Sommerferien statt.
Üblicherweise werden für die Kinder zunächst verschiedene Spiele, bei denen sie um die Königswürde wetteifern, veranstaltet. Bis Ende der 1980er Jahre fanden diese an einem zentralen Ort statt, wo sie von allen Schulen gemeinsam bestritten wurden. In der Anfangszeit war das die Wiese des Ziegelhofs, einem Ausflugslokal vor den Toren Heides, später fanden die Spiele lange Zeit auf der Fichtenhain-Rennbahn statt, danach auf dem MTV-Platz.

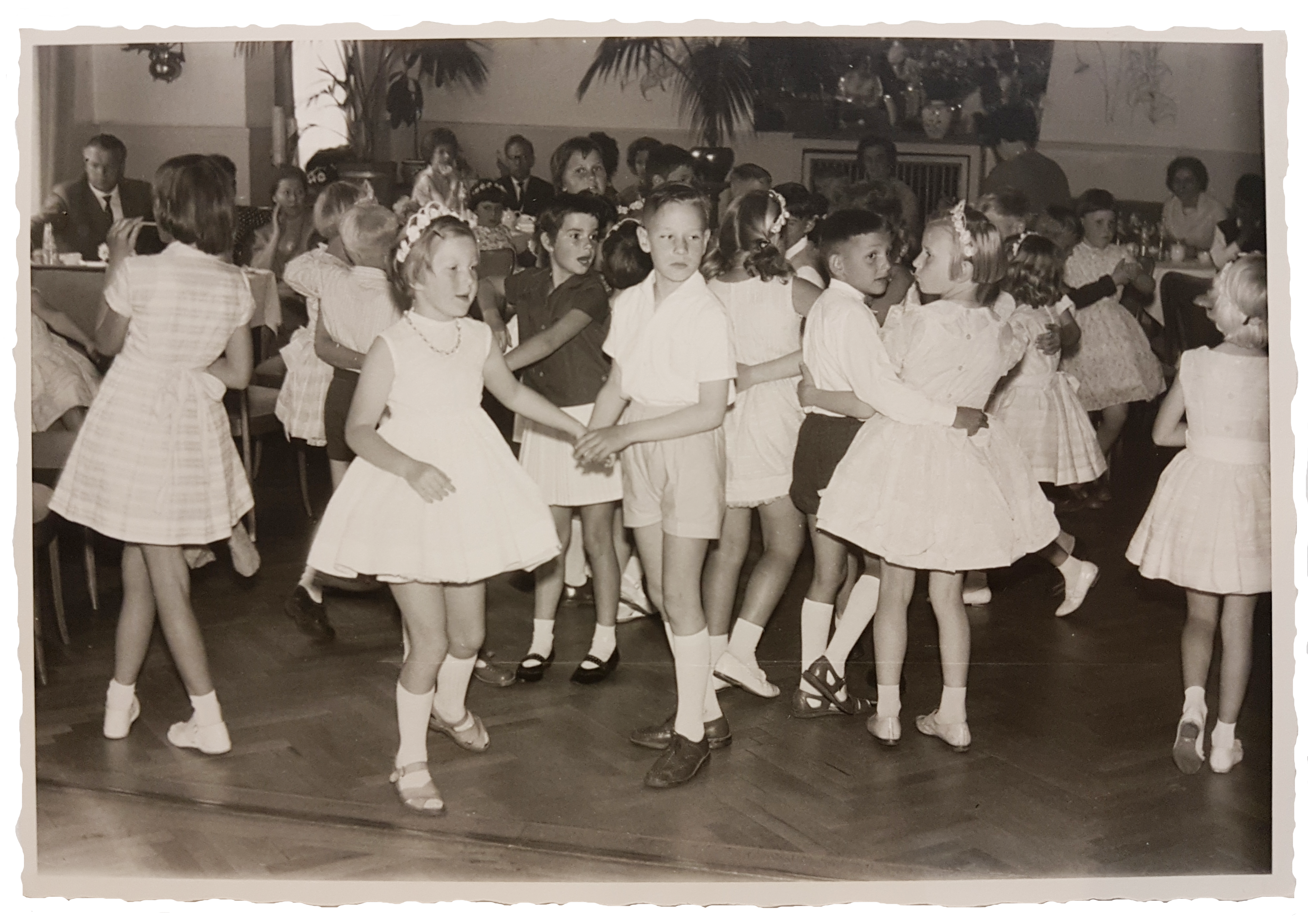
Tanz der Kinder beim Vogelschießen, 1962

In Heide waren die Spiele früher nach Alter gestaffelt. Die älteren Schüler schossen dabei mit der Armbrust, später mit Schusswaffen auf den bunten Holzvogel. Für die jüngeren Schülerinnen und Schüler waren andere Spiele vorgesehen, wie beispielsweise das traditionelle Fischstechen, Dosenwerfen, Sackhüpfen oder Eierlaufen. Diese Spiele wurden im Laufe der Jahre um eine Vielzahl an Glücks- und Geschicklichkeitsspielen erweitert. Im Anschluss an die Spiele erfolgt die Proklamation der neuen Königspaare. Dabei werden diese mit  Medaille, Krone und Schärpe geschmückt. Bei der folgenden Preisverteilung dürfen König und Königin als Erste ihr Geschenk auswählen. Nach Berichten des Heider Anzeigers bestanden die Geschenke in den Anfängen des Heider Kindervogelschießens unter anderem aus Büchern oder Schultaschen. Für die älteren Schüler standen Löffel aus Silber als Preise für das Herunterschießen des Vogels bereit. Diese Tradition findet sich auch in der Heider Papagoyengilde.
Nach den Spielen folgt ein großer Festumzug aller Heider Schüler durch die ganze Stadt hin zum Marktplatz. Üblich sind Spielmannszüge, die auch heute noch den Umzug begleiten. Blumen- und Fahnenschmuck, je nach Umzug auch Festwagen, gehören traditionell ebenfalls zum Umzug der Kinder. In den 1950er Jahren fingen die einzelnen Klassen an, sich Mottos zu überlegen.
Tanzveranstaltungen in den Sälen und Lokalen Heides und Umgebung oder in den Schulen beschließen den Festtag bzw. die Festtage. Traditionell beginnt die Tanzveranstaltung mit einer Polonaise, welche durch die Königspaare angeführt wird. Danach folgt der Königstanz. Seit Ende des 20. Jahrhunderts sind auch die alten Tänze wie Ach, lieber Schuster du, Gah von mi, Mit den Füßen geht es trapp, trapp, trapp oder Wenn hier een Pott mit Bohnen steiht wieder Bestandteil der Tanzveranstaltung.